# Сельское хозяйство Узбекистана
Сельское хозяйство Узбекистана отрасль узбекской экономики. Занимает 44 процента рабочей силы страны и охватывает 17,6 процента от ВВП страны. Пахотные земли составляют 4,4 млн га земли или около 10 процентов от общей площади Узбекистана. Пустынные пастбища занимают почти 50 процентов от общей территории страны, но на этих землях разводят овец.

## История Сельского хозяйства

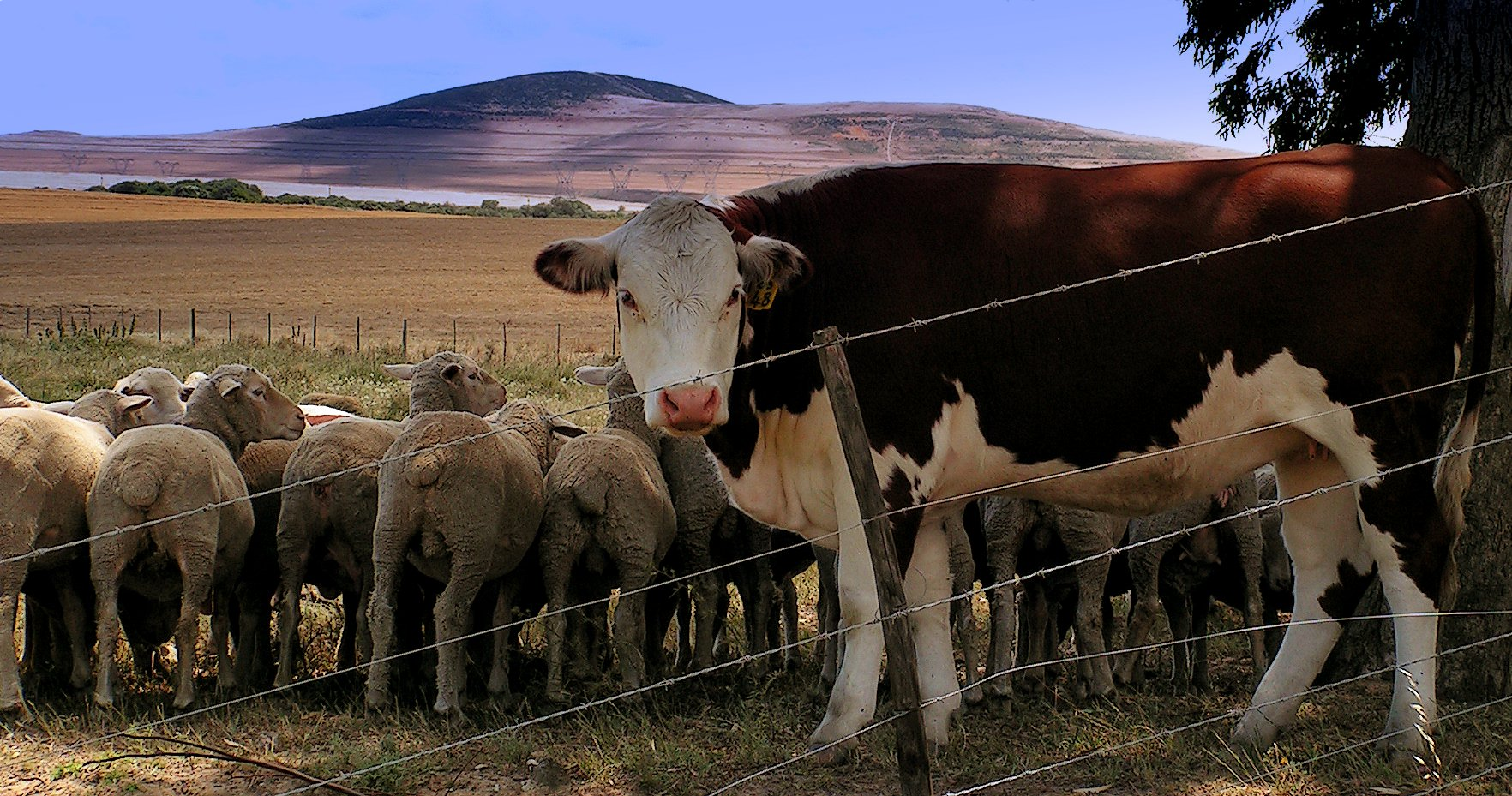
домашние овцы и коровы

- В начале 1920-х годов все работы проводились на восстановление и развитие промышленности. Аграрные мощи Туркестана использовались с учетом максимального использования её сырьевых ресурсов. В те времена индустрия Узбекистана была предопределена и была направлена на эксплуатацию сельского хозяйства и природных ресурсов. Было запланировано развитие хлопкоочистительной, маслобойной, шелковой, текстильной, винодельческой и фруктоконсервной отрасли промышленности. Так же было запланировано строительство фабрик и заводов по производству сельскохозяйственных машин, минеральных удобрений, развитие горной, каменноугольной, нефтяной отрасли, а также энергетики[2].

Во второй половине 1970х годов было установлено, что на юге Узбекистана в полутраншейных теплицах можно выращивать цитрусовые. В 1979 году в районе города Термез началось создание первого крупного комплекса по массовому производству лимонов, апельсинов и мандаринов (первая теплица была построена и засажена лимонами в середине 1979 года).
- До 1991 года, сельское хозяйство в Узбекской ССР, как и во всех других республиках СССР, была организована в двойной системе, в которой крупные колхозы и совхозы существовали в симбиозе с квази-частным индивидуальным хозяйством. Процесс перехода к рыночной экономике началась после приобретения независимости Узбекистаном. После 1992 года привело к созданию трех типов хозяйств: традиционные приусадебные участки были переименованы в «дехканские хозяйства» (узб. деҳқон хўжаликлари, в России: дехканские хозяйства); крупномасштабные коллективные колхозы и бывшие совхозы были классифицированы как (узб. ширкаты) (сельскохозяйственный производственный кооператив) или корпоративные формы (акционерные общества, общество с ограниченной ответственностью, товарищества); и новая категория средних крестьянских хозяйств или «фермер» (узб.  фермер хўжаликлари, России: фермерские хозяйства) были введены между небольшими дехканскими хозяйствами и крупными ширкатами[4]. В 2006 году, «фермеры» пользовались 75 процентом посевной площадью, в то время как «дехканские хозяйства»[5] пользовались 12,5 процентами и различные корпоративные фермы контролировали оставшиеся 12,5 процентами. Ситуация в отношении скота совершенно иная: 95 процентов коров развиваются в «дехканских хозяйствах», 4 процента в крестьянских хозяйствах, и только 1 процента в корпоративных хозяйствах. «Дехканские хозяйства» производят 62 процента валовой продукции в сельских хозяйствах, 32 процента в крестьянских хозяйствах, и лишь 6 процента в корпоративных хозяйствах[6].

## Сельскохозяйственное производство

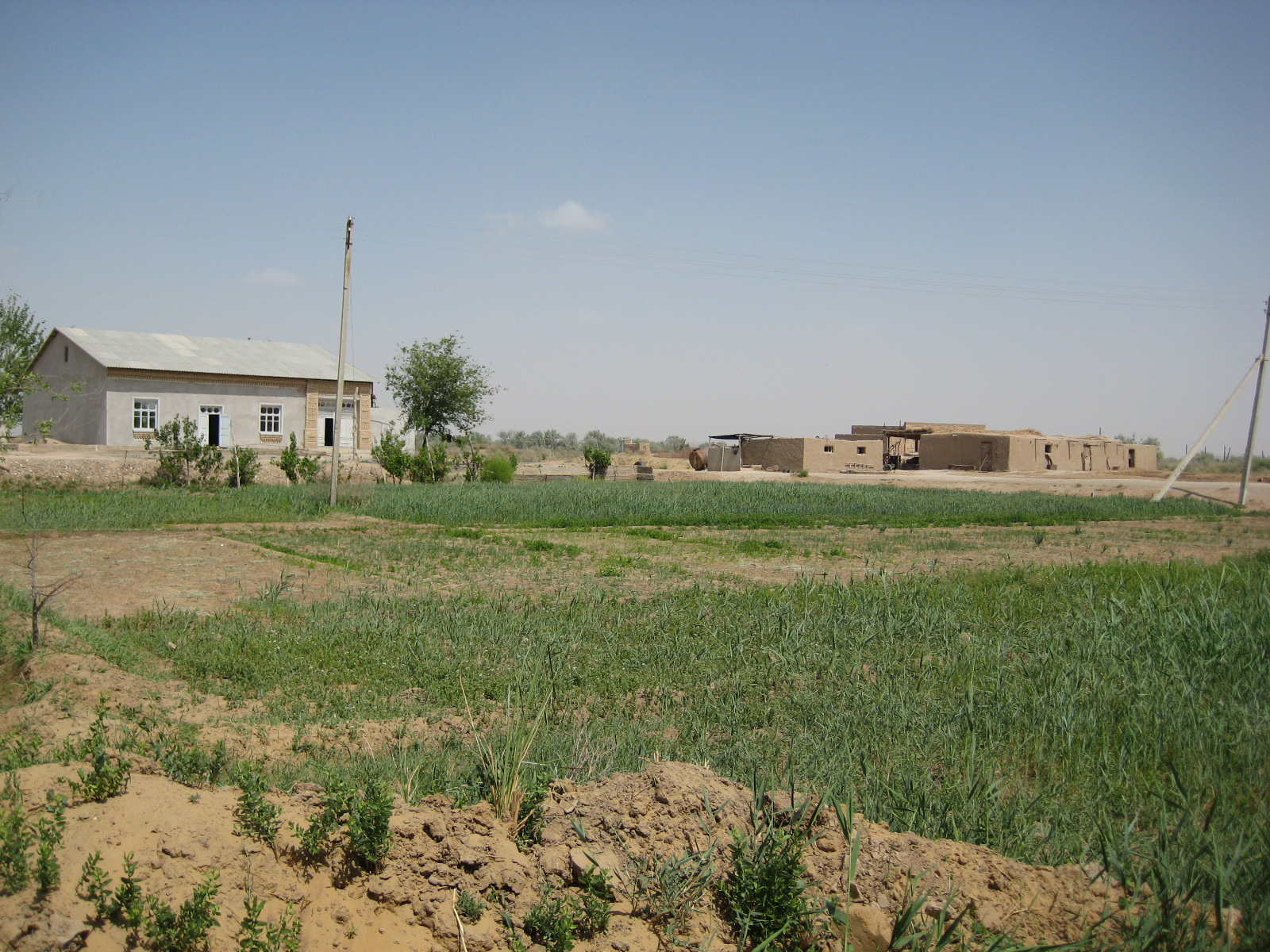
Типичное дехканское хозяйство в Хорезмской области.

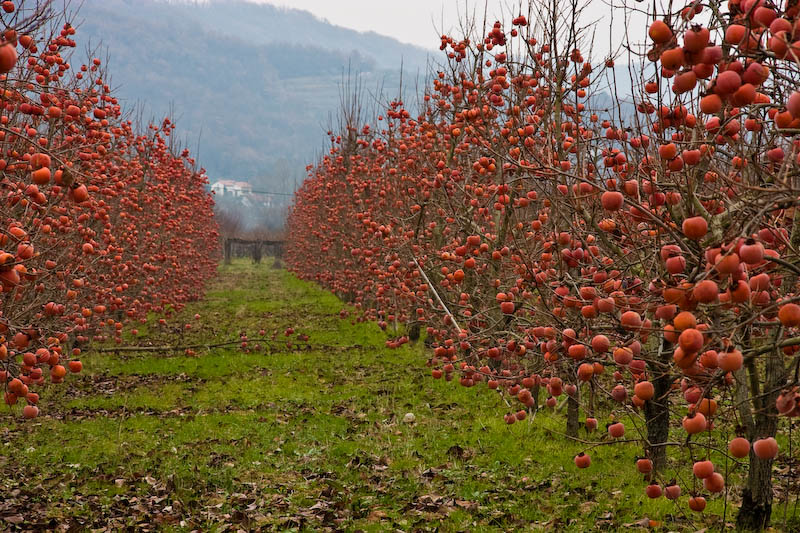
Сад хурмы зимой

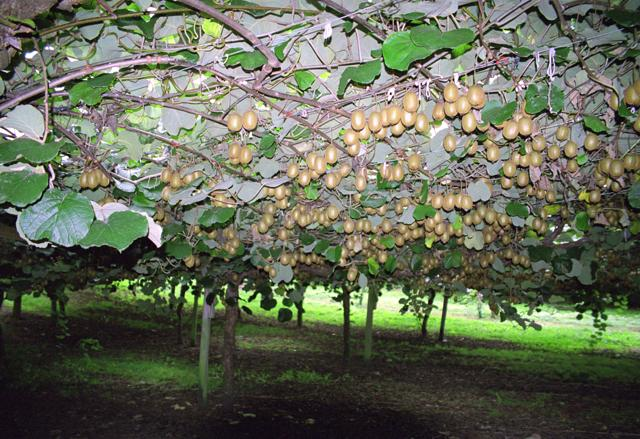
Сад киви

- Хлопководство в Узбекистане занимает значительное место в экономике страны, а хлопок формирует немалую долю в экспорте. В советский период в республике хлопок выращивался по обязательной плановой системе, сборы хлопка составляли до 6 млн тонн. В постсоветский период, сельхоз угодья, ранее отдаваемые под хлопок были переориентированы на более выгодные продукты. Тем не менее хлопок одним из главных сельскохозяйственных культур страны, а на экспортном рынке этого продукта Узбекистан занимает один из первых мест[7][8][9].
- Основные зерновые культуры Узбекистана: пшеница, ячмень, кукуруза, а также рис, которые выращиваются в интенсивно орошаемых оазисах. В незначительных количествах выращивают — кунжут, лук, лён, и табак[10]. Свежие фрукты в основном употребляются на внутреннем рынке страны, в то время как сухофрукты экспортируются. Узбекские арбузы, известные своей долгой жизнью и уникальным вкусом, широко востребованы в крупных городах СНГ[11]. Также в республике развито виноделие.
- В Бухаре и его окрестностях разводят овец каракульской породы, шкуры которых являются традиционным экспортным товаром, но их вклад в общий объём экспорта сегодня незначителен. Производство шкур каракульских овец сократилось c 1,4 млн штук (1990) до 700 тыс. штук (2004)[12]. Крупный рогатый скот, овцы и куры в основном разводятся для получения мяса. В Узбекистане разводят около 3 млн коров, которые производят 5 млн литров молока ежегодно. По статистике одна корова производит 1600 литра молока, которое являются одним из самых низких в СНГ (по сравнению с 2500 литра на одну корову в год в России, Украины и Молдовы) и удручающе низким по сравнению со странами Европейского союза или Северной Америки.
- C IV века тутовые шелкопряды и тутовые деревья разводились на территории Узбекистана, поэтому страна известна своими красочно узорными шелками и шелковой промышленностью. Именно в этих краях появилось специальное название материала «Хан-Атлас»[13][14].

## Современное состояние
В 2023 году Узбекистан экспортировал 1,7 миллиона тонн фруктов и овощей на 1,2 миллиарда долларов США. Россия (37%), Пакистан (16,7%), Китай (12,3%) и Казахстан (10,3%) были основными рынками экспорта плодоовощной продукции.
Экспорт плодоовощной продукции Узбекистана в 2023 году:  Виноград — 126,1 тыс. тонн, изюм — 57,3 тыс. тонн, чернослив — 36 тыс. тонн, Персики – 87,2 тыс. тонн, Абрикосы — 63 тыс. тонн, Черешня – 45 тыс. тонн, Дыня и арбуз — 148,1 тыс. тонн, Помидоры — 57,5 тыс. тонн, Лук — 299,6 тыс. тонн, Капуста – 97,2 тыс. тонн, Маш — 154,6 тыс. тонн, Просо – 17 тыс. тонн.
В январе-ноябре 2023 года только крупные предприятия произвели 3,6 тыс. тонн абрикосового сока, объем производства увеличился в 3,2 раза.
В 2022 году, по данным Агентства по статистике, объем сельскохозяйственной продукции составляет 364,5 трлн. сум ($33 млрд), 103,6% к 2021 году. Объем выращенной сельхозпродукции в 2022 году: Фрукты и ягоды - 3 млн тонн, Виноград - 1,8 млн тонн, Бахчевые культуры - 2,4 млн тонн, Овощи — 11,2 млн тонн, Картофель – 3,4 млн тонн, Зерновые - 8 млн тонн.
По итогам января-сентября 2022 года объем экспорта плодоовощной продукции составил 760,2 млн долларов США, в физическом выражении – 1 235,8 тысячи тонн. Рост в сравнении с аналогичным периодом 2021 года составил 21,7 процента.  Наибольшую долю в экспорте плодоовощной продукции занимают виноград (включая сушеный) – 21,2 процента, персики – 9 процентов,  томаты – 5,9 процента, дыни и арбузы – 4,7 процента, черешня – 4,4 процента, капуста – 4,3 процента, лук – 3,8 процента. Основными импортерами плодоовощной продукции Узбекистана являются Россия (44,4 процента), Казахстан (21 процент), Китай (6,8 процента), Пакистан (6,4 процента), Кыргызстан (4,4 процента)..
В январе-октябре 2022 года Узбекистан экспортировал 245,2 тысяч тонн винограда на $216,6 млн, экспорт увеличился на 41,6 тысячи тонн. Основными импортерами являются Россия-140 тыс. тонн; Казахстан-48,8 тыс. тонн; Кыргызстан – 16,7 тыс. тонн .
В январе-сентябре 2022 года Узбекистан экспортировал 76,7 тыс. тонн персиков  на $68,1 млн, экспорт увеличился на 21,3 тысячи тонн. Основными импортерами являются Россия – 64,6 тыс. тонн, Кыргызстан –  6,4 тыс. тонн, Казахстан – 4,8 тыс. тонн. Больше всего персиков экспортировали Ферганская область – 43,6 тыс. тонн, Самаркандская область – 6,3 тыс. тонн, Ташкентская область – 6,1 тыс. тонн, Хорезмская область – 5,7 тыс. тонн .
В январе-июне 2022 года Узбекистан экспортировал 5,7 тыс. тонн абрикосов на сумму 5,8 млн долларов. Экспорт абрикосов снизился на 3,1 тыс.тонн. Главными импортерами стали Россия — 3,7 тыс. тонн, Казахстан – 1,3 тыс. тонн, Киргизия – 707 тонн. Больше всего абрикосов экспортировали Ферганская область — 2,9 тыс. тонн, Хорезмская область — 831 тонна, Ташкентская область — 393 тонны .
В январе-июне 2022 года Узбекистан экспортировал 25,4 тысяч тонн черешни на сумму 33,3 млн долларов США. Экспорт черешни снизился на 35 тысяч тонн. Главными импортерами стали Россия - 12,5 тыс. тонн; Казахстан - 7,7 тыс. тонн; Кыргызстан - 4,8 тыс. тонн .
В январе-октябре 2022 года Узбекистан экспортировал 18,5 тысяч тонн яблок на $7,3 млн, экспорт увеличился на 9,4 тысячи тонн. Основными импортерами являются Казахстан (12,6 тысяч тонн), Россия (4,2 тысячи тонн).
В январе-октябре 2022 года Узбекистан экспортировал 48,3 тысяч тонн сливы на $23,4 млн, экспорт увеличился на 28,5 тысячи тонн. Основными импортерами являются Казахстан (29 тысяч тонн), Россия (17,2 тысячи тонн).
В январе-ноябре 2022 года Узбекистан экспортировал 71.6 тысяч тонн хурмы на $43,4 млн, экспорт увеличился на 9,8 тысячи тонн. Основными импортерами являются Россия (40,8 тысячи тонн), Казахстан (23,7 тысячи тонн) .
В январе-сентябре 2022 года Узбекистан экспортировал 60 тысяч тонн томатов на сумму 45,1 миллиона долларов. Экспорт томатов снизился на 13 тыс. тонн. Главными импортерами стали Россия — 29,3 тыс. тонн; Казахстан – 23,8 тыс. тонн; Кыргызстан – 6,3 тыс. тонн. Больше всего томатов экспортировали Ферганская область – 17 тыс. тонн; Хорезмская область – 12 тыс. тонн; Бухарская область — 6,7 тыс. тонн..
В январе-августе 2022 года Узбекистан экспортировал 130,2 тыс тонн капусты, экспорт увеличился на 38,5 тыс тонн. Главными импортерами стали Казахстан, Россия и Кыргызстан..
В 2022 году Узбекистан экспортировал 18,1 тысячи тонн граната на $17,3 млн, экспорт увеличился на 2 тыс. тонн. Основными импортерами являются Россия-9,9 тыс. тонн; Казахстан-4,6 тыс. тонн.
В 2022 году Узбекистан экспортировал 5,3 тысячи тонн лимонов на $5,7 млн, экспорт увеличился на 164 тонны. Основными импортерами являются Россия-3,6 тыс. тонн; Казахстан-1,1 тыс. тонн; Кыргызстан – 611 тонн .
В 2022 году Узбекистан экспортировал 7,2 тысячи тонн инжира на $2 млн, экспорт увеличился на 6,7 тыс. тонн. Основной импортер Казахстан 6,9 тыс. тонн.
Ежегодно бахчевыми культурами в стране засаживают в среднем более 60 тыс. га, из которых 60–65% составляет арбуз и 35–38% – дыня..  В январе-ноябре 2022 года Узбекистан экспортировал 135,8 тыс. тонн дыни и арбузов на $33,2 млн, экспорт увеличился на 53,8 тыс. тонн. Главными импортерами стали Казахстан, Россия, Кыргызстан и Таджикистан.
За 11 месяцев 2021 года в Узбекистане построено 398 современных теплиц общей площадью 797 гектаров, а совокупная сумма инвестиций в их строительство составила 2,3 трлн. сумов ($212,4 млн). 88% построенных в 2021 году современных теплиц по их площади, сконцентрированы в двух регионах страны – Ташкентской (44%) и Сурхандарьинской (44%) областях. С 2016 по 2021 год в Узбекистане построены современные теплицы общей площадью свыше 3 тыс. гектаров..
Согласно программе, принятой правительством в 2019 году, признанные экономически неэффективными садовые плантации ликвидируются, а на их месте создаются современные интенсивные сады и виноградники. В 2022 году в Ташкентской области 3,1 тысяч гектаров садовых плантаций и 4,2 тысяч гектаров виноградников будут  заменены новыми современными плантациями. Кроме того, в 2022 году в Ташкентской области на новых освоенных и богарных землях будут заложены 1,9 тысяч гектаров интенсивных садов и 2,5 тысяч гектаров виноградников. Для обеспечения саженцами, планируется создать питомники в Паркентском и Кибрайском районах Ташкентской области с объемом производства – 900 тысяч саженцев в год..
В 2021 году столовый виноград занял второе место после черешни в свежем фруктовом сегменте по темпам наращивания объема экспорта. Если учесть, что сезон экспорта столового винограда из Узбекистана стартует во второй половине июня, то в текущем сезоне (с начала июня 2021 по конец января 2022 года) Узбекистан экспортировал 220,1 тыс. тонн этой продукции на общую сумму $150,5 млн. По сравнению с предыдущим сезоном, экспорт столового винограда вырос на 67%. В январе 2022 года экспорт приходится на суммарную долю четырех стран – Казахстана (47%), России (42%), Кыргызстана (7%) и Беларуси (3%).
Осенью 2021 года в Ферганском районе Ферганской области Узбекистана начались работы по закладке новых малиновых плантаций, общая площадь которых составит 300 гектаров. Фермеры Узбекистана активно наращивают площади гранатовых плантаций. В ближайшие 5-10 лет годовой объем производства граната может достигнуть как минимум 600 тыс. тонн.
В 2022–2025 годах будет осуществлен поэтапный возврат в резерв 200 тысяч гектаров низкорентабельных посевных площадей, высвобожденных из-под хлопка и зерна. Из них, в 2022 году планируется предоставить населению 80 тыс. гектаров земель для производства плодоовощной продукции. 
Своеобразный рейтинг тех прибыльных ниш, которые упускает Узбекистан несмотря на то, что мог бы ими воспользоваться:
- Голубика – самая дорогая и трендовая ягода, которую, кстати, Узбекистан импортирует всё в больших объёмах, могла бы приносить сотни миллионов долларов экспортной выручки стране. Перу, например, зарабатывает на экспорте голубики $1 млрд долларов США в год.
- Ягоды: Узбекистан может экспортировать традиционные ягоды, такие как земляника садовая, малина, ежевика и другие практически круглогодично, благодаря эффективному использованию климатических зон и технологиям закрытого грунта.
- Орехи: миндаль, фисташка, грецкий орех, макадамия – Узбекистан имеет очень благоприятные условия для возделывания большинства видов орехплодных культур, но практически не использует эти возможности.
- Киви — является одной из наиболее прибыльных культур для фермеров стран, которые выращивают этот фрукт. Например, в Италии многие фермеры выкорчёвывают виноградники и заменяют их плантациями киви.
- Авокадо – самый быстрорастущий сегмент плодоовощной торговли мира. Авокадо, по предварительным оценкам, вполне успешно можно выращивать в Узбекистане. Мексика получат около $3 млрд долларов в год выручки от экспорта авокадо. В Грузии уже заложена первая коммерческая плантация авокадо.
- Спаржа – этот продукт тоже находится в тренде здорового питания. Спрос на него во всём мире, в том числе и в России, быстро растёт.[36][37]